# مانکن (فیلم ۱۹۸۷)
«مانکن» (انگلیسی: Mannequin) یک فیلم کمدی رمانتیک آمریکایی که در سال ۱۹۸۷ منتشر شد. از بازیگران آن می‌توان به اندرو مک‌کارتی، کیم کاترال، ایستل گتی، جیمز اسپیدر، و جرج ویلیام بیلی اشاره کرد.